# Inno della Federazione Russa
L'Inno di Stato della Federazione Russa (in russo Государственный гимн Российской Федерации?, Gosudárstvenný gimn Rossíjskoj Federácii), è l'inno nazionale della Russia.
Scritto da Sergej Michalkov sulla composizione del 1939 di Aleksandr Aleksandrov che fino al 1991 servì come base musicale dell'inno nazionale sovietico, sostituisce dal 2000 Canto patriottico, inno adottato dalla Russia nel 1991 dopo lo scioglimento dell'URSS.

## Storia
La necessità di avere un nuovo inno fu espressa dal presidente russo Putin a seguito delle immagini delle Olimpiadi di Sydney 2000 in cui gli atleti russi non cantavano durante le premiazioni poiché, nonostante vari tentativi, non si era mai riusciti a trovare un nuovo testo adatto per il Canto Patriottico.
La scelta di riutilizzare la melodia del vecchio, ma celebre, inno nazionale sovietico tuttavia suscitò le critiche degli oppositori di Putin, che la giudicarono un passo verso la "ri-sovietizzazione" della Russia. Gli oppositori erano favorevoli all'adozione de L'addio della Slava (in russo: Прощание Славянки - Proščanie Slavjanki) una marcia patriottica risalente al 1912 composta dal maestro Vasilij Ivanovič Agapkin (Василий Иванович Агапкин) e già usato dall'Armata Bianca di Aleksandr Vasil'evič Kolčak sul finire della prima guerra mondiale.
Il brano è stato peraltro frequentemente eseguito da bande militari in occasioni ufficiali quali ad esempio la Parata della Vittoria (Парад Победы / Parad Pobedy); a tal proposito vedasi la scelta de L'addio della Slava quale brano di chiusura della parata militare, avuta luogo il 9 maggio 2010 a Mosca, per la celebrazione della vittoria russo-sovietica sulle truppe tedesche.
Altri intellettuali invece proposero addirittura la possibilità di riadottare il vecchio inno imperiale russo Боже, Царя храни! / Bože, Carja chrani! (Dio salvi lo Zar), ma con testo differente. È stata anche proposta la melodia patriottica Хор "Славсья" / Chor "Slavs'ja" (Coro "Gloria") di Michail Ivanovič Glinka e riferita all'opera Жизнь за Царя / Žizn' za Carja (Una vita per lo Zar) che in epoca sovietica fu chiamata Иван Сусанин / Ivan Susanin, dal nome di uno dei personaggi dell'opera. Quest'ultima ha sempre goduto di una certa popolarità ed ufficialità tanto in epoca sovietica quanto in epoca odierna, tanto che anch'essa viene sovente eseguita nell'ambito di cerimonie ufficiali.
L'8 dicembre 2000 la Duma approvò, con 371 voti a favore, 51 contrari e 1 astenuto, l'adozione del nuovo inno che, dopo la firma del decreto presidenziale, venne eseguito per la prima volta in una cerimonia ufficiale al Cremlino il 30 dicembre.
Il testo dell'inno è stato scritto da Sergej Vladimirovič Michalkov, già autore dei testi degli inni sovietici del 1944 e 1977. Le note musicali sono quelle dell'inno sovietico usato dal 1943 al 1991, il cui autore è Aleksandr Vasil'evič Aleksandrov, vincitore del concorso all'epoca bandito da Stalin che voleva sostituire l'inno sovietico precedente, la famosa Internazionale composta da un francese, con una musica più nazionale nella lotta contro i tedeschi invasori. Aleksandrov aveva già composto questa melodia nel 1939 come Inno del Partito Bolscevico (Гимн Партии Большевиков/Gimn Partii Bol'ševikov); la riadattò e migliorò. All'epoca del concorso, tra i partecipanti, si diffuse la voce che la vittoria di Aleksandrov fosse dovuta al fatto di essere il direttore del Coro dell'Armata Rossa.
Le principali differenze tra il nuovo testo e il precedente testo dell'inno sovietico sono:
- l'Unione indivisibile delle Repubbliche è stata sostituita dall'Unione eterna dei popoli;
- i riferimenti a Lenin e al comunismo sono stati eliminati mentre sono stati introdotti quelli a Dio e alla religione;
- il testo precedente era più proiettato al futuro, quello attuale riprende maggiormente il passato.

## Testo con traslitterazione e traduzione
| Testo in russo | Traslitterazione | Trascrizione AFI |
| Россия – священная наша держава, Россия – любимая наша страна. Могучая воля, великая слава – Твоё достоянье на все времена! Припев: 𝄆 Славься, Отечество наше свободное, Братских народов союз вековой, Предками данная мудрость народная! Славься, страна! Мы гордимся тобой! 𝄇 От южных морей до полярного края Раскинулись наши леса и поля. Одна ты на свете! Одна ты такая – Хранимая Богом родная земля! Припев Широкий простор для мечты и для жизни Грядущие нам открывают года. Нам силу даёт наша верность Отчизне. Так было, так есть и так будет всегда! Припев | Rossiya – svyashchennaya nasha derzhava, Rossiya – lyubimaja nasha strana. Moguchaya volya, velikaya slava – Tvoyo dostoyanye na vse vremena! Pripev: 𝄆 Slav'sya, Otechestvo nashe svobodnoye, Bratskikh narodov soyuz vekovoĭ, Predkami dannaya mudrost' narodnaya! Slav'sya, strana! My gordimsya toboĭ! 𝄇 Ot yuzhnykh moreĭ do polyarnovo kraya Raskinulis' nashi lesa i polya. Odna ty na svete! Odna ty takaya – Khranimaya Bogom rodnaya zemlya! Pripev Shirokiĭ prostor dlya mechty i dlya zhizni Gryadushchiye nam otkryvayut goda. Nam silu dayot nasha vernost' Otchizne. Tak bylo, tak yest' i tak budet vsegda! Pripev | [rɐˈsʲijə svʲɪˈɕːɛnːəjə ˈnaʂə dʲɪrˈʐavə] [rɐˈsʲijə lʲʉˈbʲiməjə ˈnaʂə strɐˈna] [mɐˈɡutɕɪjə ˈvolʲə vʲɪˈlʲikəjə ˈslavə] [tvɐˈjɵ dəstɐˈjænʲjə nɐ ˈfsʲɛ vrʲɪmʲɪˈna] [prʲɪˈpʲef] 𝄆 [ˈslafʲsʲə ɐˈtʲetɕɪstvə ˈnaʂɨ svɐˈbodnəjə] [ˈbratskʲɪx nɐˈrodəf sɐˈjus vʲɪkɐˈvoj] [ˈprʲɛtkəmʲɪ ˈdanːəjə ˈmudrəsʲtʲ nɐˈrodnəjə] [ˈslafʲsʲə strɐˈna ˈmɨ ɡɐrˈdʲimsʲə tɐˈboj] 𝄇 [ɐt ˈjuʐnɨx mɐˈrʲej də pɐˈlʲarnəvə ˈkrajə] [rɐsˈkʲinʊlʲɪsʲ ˈnaʂɨ lʲɪˈsa ˈi pɐˈlʲa] [ɐdˈna ˈtɨ nɐ ˈsvʲetʲɪ ɐdˈna ˈtɨ ˈtakəjə] [xrɐˈnʲiməjə ˈboɡəm rɐdˈnajə zʲɪmˈlʲa] [prʲɪˈpʲef] [ʂɨˈrokʲɪj prɐˈstor dlʲa mʲɪtɕˈtɨ ˈi dlʲa ˈʐɨzʲnʲɪ] [ɡrʲɪˈduɕːɪjə ˈnam ɐtkrɨˈvajʊt ɡɐˈda] [ˈnam ˈsʲilʊ dɐˈjɵt ˈnaʂə ˈvʲɛrnəsʲtʲ ɐˈtɕːizʲnʲɪ] [ˈtaɡ ˈbɨlə ˈtak ˈjesʲtʲ ˈi ˈtaɡ ˈbudʲɪt fsʲɪɡˈda] [prʲɪˈpʲef] |

Inno della Federazione Russa (coro)

### Traduzione in italiano
Russia — il nostro paese sacro,
Russia — la nostra terra amata.
Una potente volontà, una grande fama
Sono il tuo patrimonio per tutti i tempi.
Sii gloriosa, nostra Patria libera,
Unione eterna di popoli fratelli,
Saggezza ereditata dai nostri antenati!
Sii gloriosa, patria, siamo fieri di te!
Dai mari del sud al circolo polare
Si estendono i nostri boschi e i campi.
Tu sei unica al mondo, sei inimitabile,
Terra natìa protetta da Dio.
Sii gloriosa, nostra Patria libera,
Unione eterna di popoli fratelli,
Saggezza ereditata dai nostri antenati!
Sii gloriosa, patria, siamo fieri di te!
Ampi spazi per i sogni e per la vita
Si aprono davanti a noi per gli anni a venire
La nostra fedeltà alla Patria ci dà forza.
Così è stato, così è e così sarà sempre!
Sii gloriosa, nostra Patria libera,
Unione eterna di popoli fratelli,
Saggezza ereditata dai nostri antenati!
Sii gloriosa, patria, siamo orgogliosi per te!